# ネフェルヘテプ3世
ネフェルヘテプ3世（在位:紀元前1629年頃 - 紀元前1628年頃）は、古代エジプト第二中間期のファラオ。第16王朝に属すと考えられるが、古い研究では第13王朝のファラオとされる。

## 概要
即位名はセケムラー・スアンクタウイ。トリノ王名表の記述によれば1年間統治した。
テーベ出土の石碑から事績が知られる。その文中でテーベを繰り返し「我が都」と表現していることから、テーベを本拠としていたと思われる。
また、都市に食料を供給し、民衆を飢餓から救った自らの功績を讃えている。即位名のセケムラー・スアンクタウイは「強大なるラー、二つの地を富ませる者」という意味であり、この時代のエジプトが飢饉に見舞われたことを示唆している。
石碑では、異邦人との争いに沈んだ彼の町を復興したとも称えられており、ヒクソスとの争いがあった事を示唆している。
ネフェルヘテプ3世を含むテーベの王たちに関係する遺物は北の第7県フウから南のエドフまで、ナイル川流域の200㎞圏内に分布しており、彼らの領土がテーベ周辺の限られた地域だった事が覗える。